# Walter Schachner
Walter Schachner (ur. 1 lutego 1957 w Leoben) – austriacki piłkarz występujący na pozycji napastnika, reprezentant Austrii w latach 1976–1994, trener piłkarski.

## Kariera klubowa
Karierę piłkarską Schachner rozpoczął w amatorskim EVS St. Michael. Następnie został zawodnikiem DSV Alpine. W 1975 roku zadebiutował w jego barwach w drugiej lidze. W barwach Alpine grał tam przez trzy sezony i strzelił 65 goli. W 1978 roku przeszedł do pierwszoligowej Austrii Wiedeń. W sezonie 1978/79 strzelił 24 gole w lidze zostając jej królem strzelców, a Austria została mistrzem kraju. W następnym sezonie z 34 golami ponownie był najlepszym strzelcem ligi oraz wywalczył dublet – mistrzostwo i Puchar Austrii. W 1981 roku sięgnął po trzeci z rzędu tytuł mistrzowski.
Latem 1981 roku Schachner zaczął grać w Serie A, w zespole AC Cesena. Spędził w niej dwa lata, a następnie odszedł do Torino Calcio. W 1985 roku wywalczył z Torino wicemistrzostwo Włoch. W klubie z Turynu grał do 1986 roku i wtedy przeszedł do US Avellino. We Włoszech grał do 1988 roku.
W 1988 roku Schachner wrócił do Austrii. Przez dwa lata grał w SK Sturm Graz. W 1990 roku był piłkarzem Casino Salzburg. W 1991 roku aż trzykrotnie zmieniał klub: występował kolejno w Grazer AK, VSE St. Pölten i SR Donaufeld. W 1992 roku po 14 latach wrócił do DSV Alpine, który następnie zmienił nazwę na DSV Leoben. W latach 1993–1994 grał w SXK Sturm Graz, a w 1996-1997 w FC Tirol Innsbruck. Ostatnie lata swojej kariery spędził w ASK Kottingbrunn, a następnie w Eintrachcie Wels, FC Zeltweg i FC Kärnten.

## Kariera reprezentacyjna
W reprezentacji Austrii Schachner zadebiutował 5 grudnia 1976 roku w wygranym 1:0 spotkaniu eliminacji do Mistrzostw Świata w Argentynie z Maltą. W 1978 roku został powołany przez selekcjonera Helmuta Senekowitscha do kadry na ten Mundial. Na tym turnieju rozegrał 3 spotkania: z Hiszpanią (2:1 i gol w 10. minucie), z Włochami (0:1) i z RFN (3:2). Z kolei w 1982 roku był w kadrze Austrii na Mundialu w Hiszpanii. Na tym turnieju zagrał w 5 meczach: z Chile (1:0 i gol w 21. minucie), z Algierią (2:0 i gol w 56. minucie), z RFN (0:1), z Francją (0:1) i z Irlandią Północną (2:2). Od 1976 do 1994 roku rozegrał w kadrze narodowej 64 mecze i strzelił 23 gole.

## Kariera trenerska
Po zakończeniu kariery piłkarskiej Schachner został trenerem. Prowadził takie zespoły jak: FC Zeltweg, FC Kärnten (zdobył z nim Puchar Austrii w 2001 roku), Austria Wiedeń (mistrzostwo i Puchar Austrii w 2004 roku), Grazer AK, TSV 1860 Monachium, SK Kärnten, a od 2008 roku jest szkoleniowcem FC Admira Wacker Mödling.